# Johann Holzer
Johann Baptist Holzer, auch: Holtzer (* 17. Mai 1753 in Korneuburg, Niederösterreich; † 7. September 1818 in Wien) gehörte um 1785 zu den bedeutendsten Lied- und Singspielkomponisten Wiens.
Als Hauskomponist der Freimaurerloge Zur wahren Eintracht, der auch sein um drei Jahre jüngerer Logenbruder Wolfgang Amadeus Mozart angehörte (Beförderungsarbeit zur Aufnahme 1785), wird er oft im Zusammenhang mit der Komposition der Melodie der österreichischen Bundeshymne genannt.
Sein Freimaurerlied Im Namen der Armen (entstanden um 1784) zeigt eine sehr starke strukturelle Ähnlichkeit mit der heutigen, österreichischen Hymne Land der Berge, Land am Strome und legt eine Mitautorenschaft Holzers zumindest nahe.